# Kruisen (passeren van een tegenligger)
Bij voertuigen die volgens een dienstregeling rijden is kruisen het passeren van een tegenligger. De term is afkomstig uit de dienstregelingsgrafieken, waarin lijnen die treinseries voorstellen elkaar letterlijk kruisen. Zie ook dienstregelingspad.
Om dit mogelijk te maken is het nodig dat er voldoende perronsporen zijn. Als trein A en B niet tegelijk op het station kunnen staan, zal men kunnen overstappen van A naar B, maar niet andersom.
Bij enkelsporige trajecten speelt een andere factor mee, treinen kunnen elkaar hier niet op de vrije baan kruisen, maar zullen dit altijd op een station moeten doen of een andere locatie waar een passeerspoor ligt. Er dient goed gepland worden waar dit gaat gebeuren (bij een vertraging eventueel ergens anders dan normaal), en dat daardoor de ene trein zo nodig op een passeerpunt wacht op de andere. Als de ene trein op een passeerspoor staat (een extra spoor naast het doorgaande) kan de andere trein (als het niet op een station is waar de trein sowieso stopt) met volle snelheid doorrijden. Komen ze vrijwel gelijktijdig aan, dan zullen wegens de gehanteerde veiligheidsmarges beide treinen moeten stoppen.
Het punt waar gekruist wordt is van belang om een symmetrische- en/of knooppuntdienstregeling mogelijk te maken: door zo veel mogelijk treinseries elkaar op hetzelfde spoorwegstation te laten kruisen, kunnen deze allemaal aansluiting op elkaar geven.